# Yarra City
Koordinaten: 37° 49′ S, 145° 0′ O

Yarra City ist ein lokales Verwaltungsgebiet (LGA) im australischen Bundesstaat Victoria. Yarra gehört zur Metropole Melbourne, der Hauptstadt Victorias. Das Gebiet ist 20 km² groß und hat etwa 86.000 Einwohner.
Yarra teilt im Westen seine Grenze mit dem Stadtzentrum Melbourne City und wird im Osten vom Yarra River begrenzt. Es enthält zwölf Stadtteile: Abbotsford, Burnley, Clifton Hill, Collingwood, Cremorne, Fitzroy, Fitzroy North, Princes Hill, Richmond und Teile von Alphington, Carlton North und Fairfield. Der Sitz des City Councils befindet sich in Richmond.
Yarra ist einer der ältesten Stadtteile Melbournes und Collingwood erhielt nach Melbourne und Geelong als dritte Siedlung Victorias den Status Municipality und war bereits 1876 eine City. Fitzroy, mit knapp 100 ha der kleinste Stadtteil Melbournes, ist eines der Zentren zeitgenössischer Kunst in Melbourne.
Um die Victoria Street in Abbotsford befindet sich Little Saigon, das vietnamesische Viertel von Melbourne.
Abbotsford ist auch der Sitz von dem zur Foster’s Group gehörenden Brauereiunternehmen Carlton & United Beverages, das mit dem Victoria Bitter und dem Foster’s Lager zwei der bekanntesten Biermarken produziert. Die Firmenzentrale des Medizintechnikherstellers Ansell befindet sich ebenfalls in Yarra.
Insgesamt verfügt Yarra neben viel Wohngebieten über viel Industrie, neben der Getränkeherstellung auch Mälzereien, Textilbetriebe und Maschinenbau.

## Verwaltung
Der Yarra City Council hat neun Mitglieder, die von den Bewohnern der drei Wards gewählt werden (je drei Councillor pro Ward). Diese drei Bezirke (Nicholls, Langridge und Melba) sind unabhängig von den Stadtteilen festgelegt. Aus dem Kreis der Councillor rekrutiert sich auch der Mayor (Bürgermeister) des Councils.

## Städtepartnerschaften
- Baucau, Osttimor[2]